# 尹芮珠
尹芮珠（韓語：윤예주，1995年4月23日—），韓國女演員，名字或譯為尹藝珠。2014年以SBS週末特別企劃劇《天使之眼》正式出道。

## 經歷

### 早期經歷
尹芮珠在幼時性格十分內向，在媽媽的勸說下報名了表演輔導班，以此為契機開始涉足演藝之路。通過在表演輔導班的學習，尹芮珠的性格變得越來越活潑也比以前愛說話了。雖然在輔導班獲得了很多稱讚，但為了更加努力地學習表演，尹芮珠在小學六年級時就多次隻身往返於京畿道平澤和首爾參加各種面試，從中學時期開始作為龍套演員拍攝影視劇和廣告。

### 演藝經歷
2013年出演鄭俊英單曲《是病啊》MV的女主角。2014年憑藉SBS週末企劃劇《天使之眼》正式出道，飾演東株的妹妹朴惠珠，與勝利和孔炯軫展開一段三角戀。2015年出演MBC水木迷你連續劇《憤怒的媽媽》，飾演雅蘭的好友陳宜景。2015年12月出演改編自韓國同名漫畫的tvN月火迷你連續劇《奶酪陷阱》，飾演與洪雪、洪準姐弟從幼時起就認識的好友、與洪雪、劉正就讀同一所大學的美術學專業新生姜雅瑩。2017年1月，尹芮珠在SBS歷史愛情劇《師任堂，光的日記》中飾演與師任堂對立的崔氏的少女時期。

## 演出作品

### 電視劇
- 2014年：SBS《天使之眼》飾演 朴惠珠
- 2015年：MBC《憤怒的媽媽》飾演 陳宜景
- 2015年：OCN《失蹤的黑色M》飾演 李世英
- 2016年：tvN《奶酪陷阱》飾演 姜雅瑩[2]
- 2017年：SBS《師任堂，光的日記》飾演 崔氏（少女時期）
- 2020年：KBS《快過來》飾演 殷志恩[3]
- 2022年：YouTube《新恋爱播放列表》饰演 尹瑟[4]
- 2023年：Channel A《男與女》饰演 金慧铃[5][6]
- 2025年：JTBC《比天堂還美麗》飾演 李永純（青年時期）

### MV
- 2013年：鄭俊英《是病啊（Spotless Mind）》
- 2016年：K.Will《You call it romance》
- 2023年：太妍《獨自走著（Nights Into Days）》

## 外部連結
- 尹芮珠的X（前Twitter）
- 尹芮珠的Instagram帳戶
- 尹芮珠在NAVER上的资料
- 尹芮珠在Daum上的资料